# Geomela chiarae
Geomela chiarae es una especie de insecto coleóptero de la familia Chrysomelidae.
Fue descrita científicamente en 2003 por Daccordi & De Little.

## Tipos
- Geomela beatricis
- Geomela chiarae
- Geomela endiandrae
- Geomela variabile